# Reserva Biológica Estadual de Araras

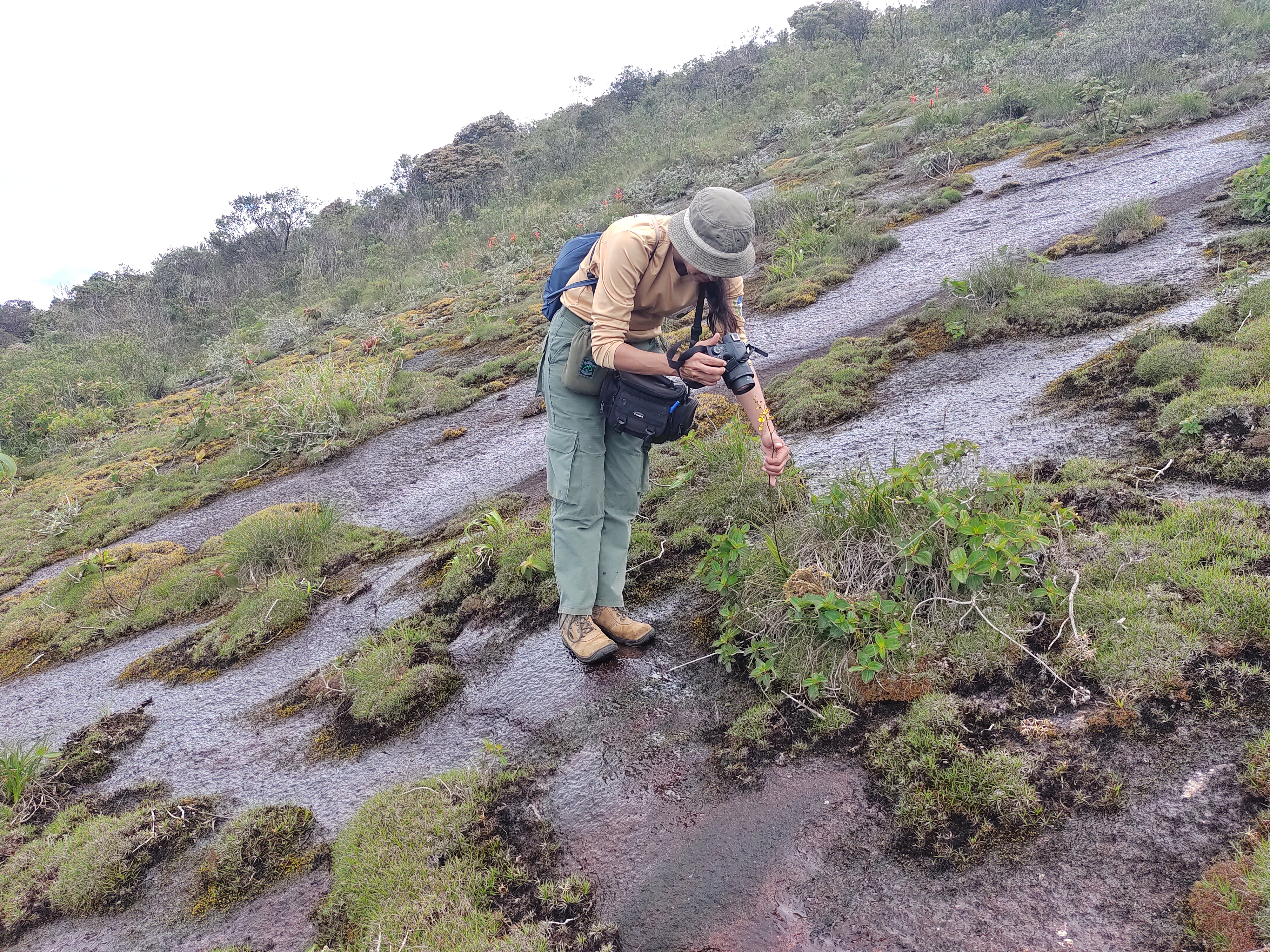
Monitoramento de trilhas.

A Reserva Biológica Estadual de Araras (RBA) é uma Unidade de Conservação do Inea e é administrada pelo Governo do Estado. Está localizada na região serrana do estado do Rio de Janeiro e tem abrangência nos municípios de Petrópolis e Miguel Pereira. Ela foi criada em 7 de julho de 1977 e sua se defica no bairro de Araras subdistrito de Petrópolis.

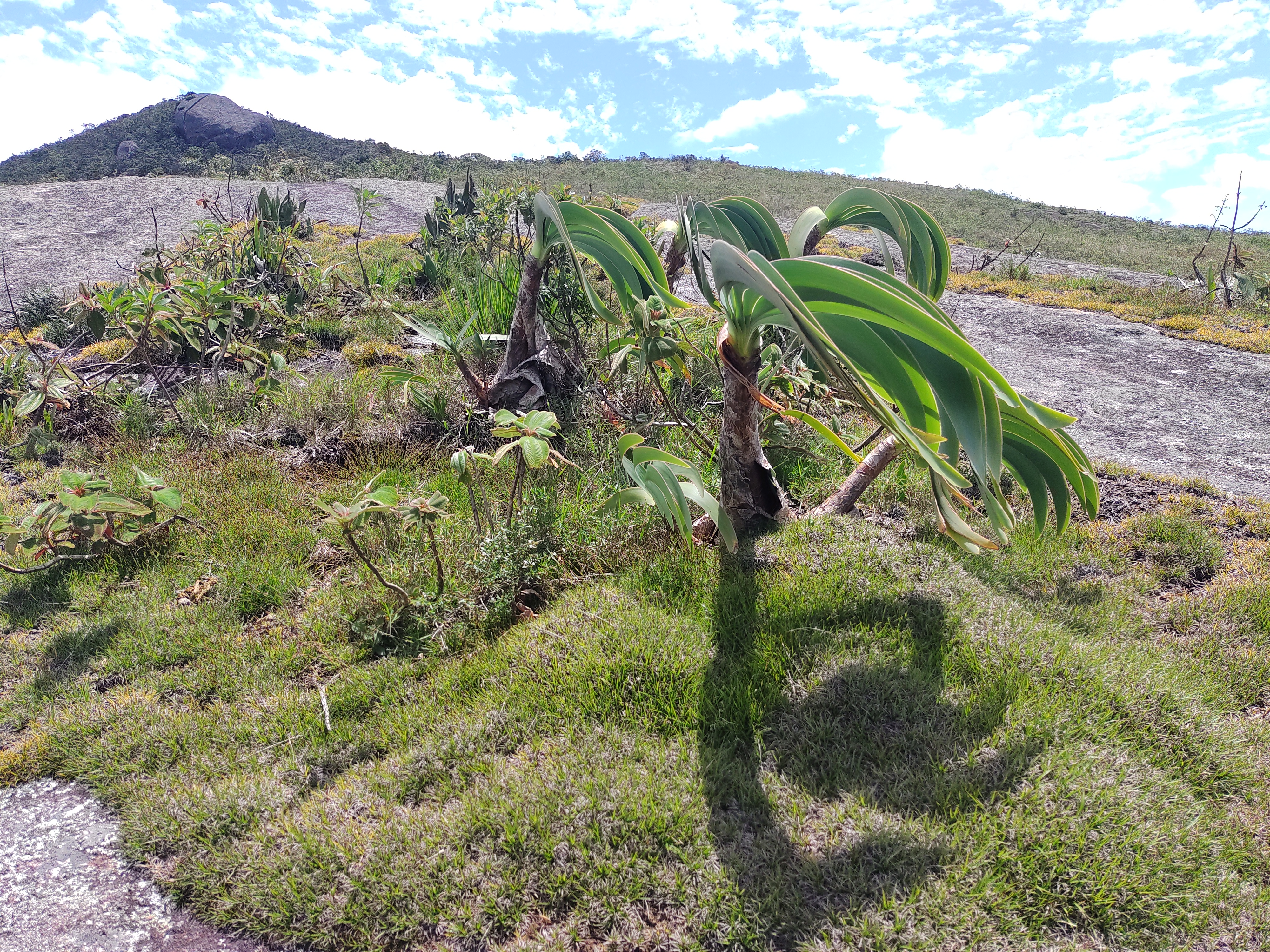
Campos de Altitude

A RBA possui 3838 hectares e faz parte do bioma Mata Atlântica. Devido a sua localização geográfica na Serra das Araras trecho da Serra dos Órgãos possui terreno bastante acidentado variando sua  altitude entre 910 e 1.770 metros (Pico do Couto) com clima Tropical de Altitude com temperaturas médias entre 22° e 24° C e nos anos mais frios pode chegar a uma média de 19° C. Suas matas e campos de altitude possuem diversas espécies endêmicas e também ameaças bem como diversas nascentes e corpos hídricos, motivos pelos quais foi protegida integralmente.
A Reserva Biológica de Araras, criada em 1977 a partir do horto florestal que ali existia, abrange principalmente terras do município de Petrópolis, com uma pequena porção em Miguel Pereira. 
Em 2010 a Reserva Biológica de Araras foi ampliada, passando de 2.131 ha para os atuais 3.838 ha, estendendo-se agora até a margem da estrada do Rocio, que liga os dois municípios acima mencionados. Esta ampliação, por si só muito positiva, reveste-se ainda de um profundo significado estratégico, pois quando consumada a prometida ampliação da Reserva Biológica do Tinguá – uma unidade de conservação federal – até a outra margem da mesma estrada, estará estabelecida a conexão entre dois grandes maciços da Região Serrana fluminense: a Serra dos Órgãos e a Serra do Tinguá, criando um corredor ecológico de imensas proporções que permitirá melhores condições de sobrevivência para inúmeras espécies que, por suas características, dependem da existência de grandes contínuos florestais para se alimentar e reproduzir.
A Reserva Biológica de Araras (RBA) constitui-se em uma área geográfica delimitada, dotada de atributos naturais excepcionais, inserida totalmente no bioma Mata Atlântica e possuindo em seus limites ecossistemas naturais bastante significativos. A RBA constitui-se numa Unidade de Conservação de Proteção Integral, administrada pelo Governo do Estado, sob responsabilidade da Diretoria de Biodiversidade e Áreas Protegidas – DIBAP, diretoria esta pertencente ao Instituto Estadual do Ambiente – INEA, órgão vinculado à Secretaria de Estado do Ambiente – SEA. Seu objetivo principal é a preservação dos ecossistemas e demais atributos naturais existentes em seus limites, sendo estimuladas a pesquisa científica e a visitação pública com objetivo educacional.
Devido sua posição geográfica, a RBA apresenta relevo bastante acidentado, destacando-se pela presença de vertentes rochosas íngremes, com declividades chegando a 50% e 70% e com variações de altitude entre 910 e 1.770 metros (Pico do Couto).
As regiões hidrográficas do Estado abrangidas pela referida Unidade de Conservação são RH II – Guandu e RH IV – Piabanha, estando sua maior parte inserida nesta última, em que a rede hidrográfica, formada pelos rios Araras e Vargem Grande, drena para o rio Piabanha, afluente do Paraíba do Sul. Já o Córrego Ponte Funda e outros de menor porte drenam para o rio Fagundes, também afluente do Paraíba do Sul. Parte da bacia do rio Santana representa a porção da RH II – Guandu, onde está inserida a RBA. A Reserva tem cobertura vegetal formada principalmente por Floresta Ombrófila Densa Montana e Submontana e vegetação rupícula. As matas são compostas principalmente por vegetação secundária nos estágios avançado e médio de sucessão e com grande presença de afloramentos rochosos.
Foi relatado por antigos moradores do subdistrito de Araras, distrito de Cascatinha, no município de Petrópolis, que aquela região, onde está situada a RBA, nos contrafortes da Serra do Mar, ao longo das Serras da Maria Comprida, Ponte Funda, Santa Catarina, do Coelho, do Couto, da Estrela e outras, fora habitada por diversos espécimes da ave denominada popularmente de “arara”, cuja espécie não se conhece, pois não existem relatos. Segundo os mesmos, a presença desses indivíduos foi tão abundante, que se tornou referência para região através da criação de várias toponímias que podemos encontrar hoje, como a Serra das Araras, em Petrópolis, o rio Araras, contribuinte da bacia do rio Piabanha, que por sua vez é um dos principais afluentes do rio Paraíba do Sul e a antiga Fazenda Araras, que é a chamada Reserva Biológica de Araras de hoje.
A nascente do rio Araras está localizada na Serra do Couto, nos contrafortes da Serra do Mar, e dentro dos limites da antiga Fazenda Araras, que são terras devolutas da União para o estado do Rio de Janeiro, conforme explicado no item 1.3 desse módulo. A Fazenda Araras passou a pertencer e ser administrada pela Secretaria de Agricultura, Indústria e Comércio do Estado, com o nome de Horto Florestal e Frutícola e, em seguida, passou a se chamar Estação Experimental de Horticultura. Em 1977, essas terras se tornaram a Reserva Biológica de Araras, que posteriormente passou ser administrada pelo antigo Instituto Estadual de Florestas, o então INEA.